# McSaveney Spur
Der McSaveney Spur ist ein markanter Gebirgskamm im ostantarktischen Viktorialand. In der Willett Range ragt er 3 km nordöstlich des Mount Bastion auf. Er erstreckt sich vom Polarplateau in nordöstlicher Richtung zur Nordwestflanke des Webb-Gletschers.
Das Advisory Committee on Antarctic Names benannte ihn 1976 nach dem Ehepaar Maurice James (* 1945) und Eileen R. McSaveney (* 1945), die als Geologen zwischen 1968 und 1973 mehrfach sowohl gemeinsam als auch unabhängig voneinander im Gebiet des Meserve-Gletschers und des Wright Valley tätig waren.